# Anthicus rufulus
Anthicus rufulus är en skalbaggsart som beskrevs av Leconte 1852. Anthicus rufulus ingår i släktet Anthicus och familjen kvickbaggar. Inga underarter finns listade i Catalogue of Life.